# 羅傑斯城 (密歇根州)
羅傑斯城（英語：Rogers City）是一個位於美國密歇根州普雷斯克艾爾縣的城市。根據2010年美國人口普查，該地共人口2827人，而該地的面積約為21.65平方千米。同時該地也是普雷斯克艾爾縣的縣治。

## 地理
羅傑斯城的座標為45°25′08″N 83°49′06″W / 45.41889°N 83.81833°W，而該地的平均海拔高度為182米（即597英尺）。